# Марина и Кира
Мари́на и Ки́ра или Мара́на и Ки́ра (др.-греч. Μαράνα καὶ Κύρα; лат. Marana et Kyra; IV век — V век) — христианские подвижницы, сирийские монахини, преподобные.
Сведения о жизни Марины и Киры сообщает Феодорит Кирский в 29 главе своей книги «История боголюбцев», лично знавший их. Марина и Кира родились в городе Верии. Они имели знатное происхождение и воспитание получили соответственно своему происхождению. Оставив богатство и роскошь, они отгородили для себя небольшое место под открытым небом за городом, затворились там и завалили дверь землей и камнями. Своим служанкам, пожелавшим разделить их подвиги, Марина и Кира построили рядом со своей оградой небольшой домик. Через небольшое отверстие в этой ограде Марина и Кира присматривали за своими соподвижницами-служанками и побуждали их к молитве. Вместо двери в ограде у Марины и Киры было сделано небольшое окно, через которое они принимали необходимую пищу. Через это окно они беседовали с приходящими к ним женщинами. Для этих бесед они выбрали определенное время — Пятидесятницу, во всё остальное время они хранили молчание. С приходящими женщинами беседовала одна Марина, а голоса Киры никто никогда не слышал. Марина и Кира носили постоянно на теле очень тяжёлые вериги. Кира, имевшая более слабое телосложение, склонялась из-за вериг до самой земли и не могла выпрямить своего тела. Одежду их составляли большие покрывала, которые сзади опускались донизу, совершенно закрывая ноги, а спереди спускались до пояса, полностью закрывая лицо, шею, грудь и руки. Феодорит Кирский несколько раз видел подвижниц. Марина и Кира, из-за уважения к архиерейскому сану Феодорита, приказывали служанкам открыть дверь и пускали его внутрь ограды. Феодорит увидел на слабых женах очень тяжёлые вериги, с трудом уговорил их снять вериги, но после его ухода они опять возложили вериги на свое тело: на шею, на пояс, на руки и на ноги. Перенося все превратности погоды — дождь, снег и палящие лучи солнца, подвижницы не унывали и не скорбели, но, благодаря своей вере и молитве к Богу, из этих видимых невзгод умели извлекать радостное утешение для себя. Ко времени написания книги «История боголюбцев», она написана в 444 или 445 году; Марина и Кира жили внутри своей ограды в посте и молитве 42 года.
Подражая пророкам, Марина и Кира возлагали на себя различные посты: подражая Моисею (Исх. 24:18), они трижды пребывали без еды по 40 дней и лишь после принимали немного пищи; так же трижды, подражая Даниилу (Дан. 10:2), они проводили в посте по три недели, а потом принимали немного пищи. Феодорит сообщает о двух паломничествах, которые совершили Марина и Кира. Первое — в Элию (расстояние было не менее двадцати дней пути), к месту страданий Иисуса Христа; в пути Марина и Кира не принимали никакой пищи; только придя в этот город и совершив поклонение святыне, они вкусили её, на обратном пути они соблюдали столь же строгий пост. Второе — в Исаврию (в город Сис), для поклонения гробу первомученицы Феклы; подвижницы отправились туда, совершив путь в оба конца, не принимая пищи.